# Stazione di Kufstein
La stazione di Kufstein è la stazione ferroviaria di Kufstein, Austria.